# Melanohalea tahltan
Melanohalea tahltan — вид листоватых лишайников семейства Пармелиевые (Parmeliaceae). Описан как новый вид в 2016 году американским лихенологом Тоби Спрайбиллом. Вид назван в честь коренного народа талтан, проживающего в северных районах канадской провинции Британская Колумбия.

## Описание
Слоевище листоватое, розетковидное, диаметром до 5 см, плотно прилегающее к субстрату. Лопасти узкие, шириной 1—3 мм, с закругленными концами. Верхняя поверхность гладкая, оливково-коричневая, без соредий и изидий. Нижняя поверхность светло-коричневая, с простыми ризинами.

## Экология и распространение
Melanohalea tahltan обитает на коре лиственных деревьев, преимущественно ив (Salix spp.), в открытых лесных местообитаниях. Типовой образец был собран на южном берегу озера Кинаскан в Британской Колумбии. Дополнительные находки зафиксированы на плато Томпсон в южной части провинции. Предполагается, что вид имеет ограниченное распространение в пределах Британской Колумбии.

## Сходные виды
Морфологически Melanohalea tahltan схож с видом Melanohalea multispora, однако генетические исследования подтверждают их различия. Отличительной чертой M. tahltan является отсутствие соредий и изидий, а также специфическая структура слоевища.